# دنی کوپر
دنی کوپر (انگلیسی: Dany Cooper) تدوین‌گر اهل استرالیا است.
از فیلم‌ها یا مجموعه‌های تلویزیونی که وی در آن‌ها نقش داشته‌است، می‌توان به کارمن، جودی و پانچ، چرخش، مهلت گالیپولی، زن بیونیک، پسران دسامبر، نفس، ناوبر فضایی گالاکتیکا، عطر، ماسک میمون، چاه، یاقوت‌های کبود، ملکه نفرین‌شده و کندی اشاره نمود.